# Busshō

Busshō (佛性) « La nature de l'Éveillé » est un texte composé en 1241 par Dōgen, fondateur de l'école du Zen Sôtô au Japon. C'est un des chapitres de son œuvre majeure, le Shōbōgenzō, recueil d'enseignement sur différents aspects de la pratique du bouddhisme zen . Dans ce texte souvent déconcertant, Dōgen enchaîne les paradoxes pour aborder les différents aspects de la bouddhéité et de la transmission de la Loi.

## Titre
Le terme sino-japonais Busshō  est formé de deux caractères signifiant l'Éveillé (premier caractère (bu), déterminant 佛) et la nature (second caractère, (shō) déterminé 性), et la traduction directe du japonais peut ainsi être Nature de l'Éveil. Cependant, ce terme japonais est lui-même utilisé pour traduire un ensemble de signifiants en sanskrit, qui concernent la notion de bouddhéité. Cette polysémie, et les différences entre l'ontologie du bouddhisme et celle de la philosophie occidentale et du japonais, produisent des traductions différentes : Bouddhéité - Nature de l'Éveillé - La nature donc Bouddha . Ces différents auteurs s'accordent malgré tout, à travers leurs commentaires (« Nature de toutes les natures » - « C'est l'existence en tant qu'existence qui n'a d'autre essence que d'être telle quelle » - « Les choses (...) vides de nature propre et de nature autre »), sur la nécessité d'éviter, dans la compréhension de leur traduction, les écueils d'une conceptualisation ou d'une interprétation ontologique ou naturaliste : « il n'est nul besoin d'hypostasier ni de rationaliser la bouddhéité. »

## Présentation
Dōgen compose ce texte en 1241 au Kannondôri de Kyôto, durant la période la plus créative de sa vie, alors que les disciples s'assemblaient autour de lui, et le dicte à Ejô, qui le transcrit en 1243. Ce chapitre, placé en troisième position dans le Shôbôgenzô, est l'un des plus réflexifs de ce recueil.
Il s'agit d'un texte-clé du Shôbôgenzô, long, difficile, rassemblant des réflexions fort originales, ne faisant pas de ratiocination mais enchaînant les paradoxes pour susciter l'interrogation, et il peut être fort déconcertant pour un esprit occidental. « La contradiction frappe et inquiète comme le kôan. Audace polémique qui ferait penser plutôt à la stratégie aporétique de Socrate qu'au 'dépassement' dialectique de Hegel » car la contradiction n'est pas relevée dans une synthèse supérieure. Ce volume[Lequel ?] convoque l'éveil sous le nom de bouddhéité, et nous y provoque.
Le texte se compose de quatorze sections commentant chacune un kôan et traitant de la bouddhéité sous ses différents aspects, qui se tressent et s'entrelacent sans progression ni enchaînement déductif. Une quinzième section, en forme d'énigme, conclut Busshō.

## Enseignement

### La bouddhéité est une totalité
Pour développer le thème du busshô comme totalité, Dōgen emploie le terme shitsu.u (shitsu : la totalité, le tout ; u : l'il-y-a, le manifesté). Y. Orimo et Ch. Vacher choisissent de traduire par 'Il-y-a', pour ne pas ontologiser une pensée qui nie l'ontologie. P. Nakimovitch traduit cependant par les 'êtres-en-totalité', en précisant que cette totalité n'est pas une somme, ni une addition, mais l'unité « Ce 'un', c'est l'unité sans dualité. Un  signifie le tout ».
La bouddhéité ne peut être ni complément, ni attribut, mais peut-être seulement un nominatif ontologique. Dôgen rejette pourtant toute ontologie même négative, au profit d'une absence d'ontologie, comme un retour à l'enseignement originel du Bouddha, à la manière de Nāgārjuna.
Dōgen rejette également tout surréalisme métaphysique et l'idéalisme brahmanique selon lequel l'univers entier est le moi, identifiant le brahman et l'âtman,,.

### L'Ainsité et le moment
Comment réaliser la bouddhéité ? L'Ainsité est à la fois réponse problématique et question : « il vient quoi, ainsi ? », et la première réponse à cette question sur la bouddhéité est encore une question, l'étonnement bouddhique devant les choses telles qu'elles apparaissent.
Le moment, dans son occurrence, c'est le il-y-a, le moment est la vérité, ou la manière d'apparaître, de la nature.
Seul le présent de l'acte est réel. L'actualisation du corps qui se déploie dans la pratique donne une vraie connaissance de la bouddhéité par une éloquence sans son ni couleur, et la totalité se situe dans la simplicité d'un instant,.
L'activité mentale de la recherche, par la pensée, la conscience et la volonté, ne peut mener à cette réalisation : « qu'on éclaire un côté, l'autre s'assombrit ». C'est par l'imitation de la conduite du maître qui se donne en exemple, et non par un savoir discursif, que se transmet l'éveil. Sur ce point également, Dôgen prêche un retour à l'exemplarité du Bouddha.

### L'impermanence et le temps
Chacun de nous n'existe toujours qu'au présent, y est tout entier ce qu'il apparaît, sans que demeure une identité de substance. Le temps est en nous, ne s'en va pas, et ce présent ne nous introduit ni à l'éternité, ni à la durée. Discontinu, il ne dure ni ne passe, apparaît et disparaît. « Le temps, c'est l'être ; l'être tout entier, c'est le temps (...) si ce n'est le temps, nulle ainsité. »

La pensée discriminante, dualisante, reste attachée à la permanence de l'être, à la nature des choses, à l'être : ce qui demeure, c'est l'esprit de dualité ; ce qui est impermanent, c'est la bouddhéité.

### Pratique, éveil et transmission
Dōgen n'oppose pas la méditation assise et l'étude des textes canoniques, et refuse de se réclamer d'une école zen. La pratique et l'Éveil ne font qu'un : « l'éveil naît à l'intérieur de la pratique, et la pratique se fait à l'intérieur de l'éveil », et la transmission s'effectue par l'actualisation du corps : Nāgārjuna, en session de méditation sur l'estrade, actualise l'éveil, révèle la bouddhéité.